# Вилфорд Бримли
Ентони Вилфорд Бримли (енгл. Anthony Wilford Brimley; Солт Лејк Сити, 27. септембар 1934 — Сент Џорџ, 1. август 2020) био је амерички глумац и певач. Након што је био члан Маринског корпуса Сједињених Држава почео је да глуми у вестерн филмовима, а касније се пробио улогама у филмовима Кинески синдром, Створ, Нежно милосрђе и Таленат.